# 히라노촌 (에히메현)
히라노촌(平野村)은 에히메현 ]기타군에 설치된 촌이다.